# Trapezia lutea
Trapezia lutea is een krabbensoort uit de familie van de Trapeziidae. De wetenschappelijke naam van de soort is voor het eerst geldig gepubliceerd in 1997 door Castro.